# 14. marts
14. marts er dag 73 i året i den gregorianske kalender (dag 74 i skudår). Der er 292 dage tilbage af året.
- Dagens navn er Eutychius.
- Dagen er en af de uheldige i Tycho Brahes kalender.
- Modersmålsdag i Estland (Kristjan Jaak Petersons fødselsdag)
- Da datoen kan skrives 3/14, fejres dagen flere steder som Pi-dag.
- Officielle B&B dag. "Mændenes Valentines dag", kendt som White Day i Japan, Sydkorea, Taiwan og Kina

### Begivenheder
Født - Dødsfald
- 1492 - Dronning Isabella af Kastilien beordrer alle sine jødiske undersåtter til at konvertere til kristendommen eller blive forvist.
- 1847 - Giuseppe Verdis opera Macbeth har premiere i Firenze.
- 1835 - Selskabet for Trykkefrihedens rette Brug stiftes af De Nationalliberale i København. Det ophører i 1848 med Grundlovens indførelse.
- 1885 - Gilbert & Sullivans opera Mikadoen har premiere i London.
- 1920 - Mellemslesvig stemmer "nej" til forslaget om igen at blive en del af Danmark. Dagen er Det danske mindretal i Sydslesvigs fødselsdag.
- 1928 - Sergei Eisensteins film 10 dage der rystede verden har premiere i Moskva.
- 1939 - Slovakiet erklærer sig uafhængigt af Tjekkoslovakiet efter tysk pres.[1]
- 1951 - Under Koreakrigen generobrer FN-styrker for anden gang Seoul.[2]
- 1953 – Nikita Khrusjtjov udpeges til Generalsekretær Sovjetunionens kommunistiske parti.
- 1964 - Jack Ruby bliver dømt til døden for mordet på Lee Harvey Oswald.
- 1967 - Helmut Schmidt bliver valgt til formand for den socialdemokratiske gruppe i Forbundsdagen.
- 1979 - Handelsministeriet beordrer den højeste tilladte hastighed på vejene nedsat med 10 km/t og temperaturen i offentlige bygninger sænket til 20oC for at spare energi.
- 1984 - Sinn Féin-lederen, Gerry Adams, såres alvorligt ved et attentat i Belfast.
- 1988 - Den første fejring af Pi-dag som blev holdt på San Francisco Exploratorium. Pi-dag blev grundlagt af Larry Shaw.
- 1991 - DSB-færgen Margrethe II kolliderer i Femern Bælt med et finsk fragtskib; et kvindeligt besætningsmedlem omkommer.
- 1992 - Flere socialdemokratiske partiforeninger forlanger Svend Auken fjernet som partiformand.
- 1997 - Esbjergs nye musikhus, der er tegnet af Jørn og Jan Utzon åbnes.
- 1998 - Sonia Gandhi, enke efter den myrdede premierminister Rajiv Gandhi, bliver udnævnt til leder af Kongrespartiet.
- 2001 - USA's tidligere præsident Bill Clinton holder foredrag i København - honorar: 800.000 kroner.
- 2005 - Kina vedtager en lov, der tillader brug af magt, hvis Taiwan formelt løsriver sig.

### Født
- 1681 - Georg Philipp Telemann, tysk komponist (død 1767).
- 1801 - Kristjan Jaak Peterson, estisk digter (død 1822).
- 1804 - Johann Strauss den ældre, østrigsk komponist (død 1849).
- 1821 - Jens Jacob Asmussen Worsaae, dansk arkæolog (død 1885).
- 1835 - Giovanni Virginio Schiaparelli, italiensk astronom (død 1910).
- 1844 - Umberto 1., italiensk konge (død 1900).
- 1879 - Albert Einstein, tysk-amerikansk fysiker (død 1955).
- 1900 - Peter Boas Bang, dansk ingeniør og fabrikant (død 1957).
- 1904 - Doris Eaton Travis, amerikansk skuespillerinde (død 2010).
- 1912 - Willard Wirtz, amerikansk poliker og juraprofessor (død 2010).
- 1921 - Lis Hartel, dansk dressurrytter og flere gange medaljevinder ved OL (død 2009).
- 1933 - Michael Caine, engelsk skuespiller.
- 1933 - Quincy Jones, amerikansk orkesterleder og producer (død 2024).
- 1934 - Mogens Palle, dansk boksepromotor (død 2022).
- 1941 - Wolfgang Petersen, tysk filminstruktør (død 2022).
- 1943 - Arne Herløv Petersen, dansk forfatter.
- 1946 - Henrik Have, dansk billedkunstner og forfatter (død 2014).
- 1946 - José Guilherme Baldocchi, brasiliansk fodboldspiller.
- 1947 - Pam Ayres, engelsk digter.
- 1948 - Billy Crystal, amerikansk skuespiller.
- 1948 - Theo Jansen, hollandsk kunstner.
- 1953 - Lars Lilholt, dansk musiker og komponist.
- 1953 - Preben Kristensen, dansk skuespiller.
- 1965 - Anders Østergaard, dansk filminstruktør.
- 1966 - Jonas Elmer, dansk filminstruktør.
- 1974 - Jeppe Kofod, dansk politiker fra Socialdemokraterne.
- 1977 - Ida Corr, dansk sangerinde.
- 1979 - Nicolas Anelka, fransk fodboldspiller.
- 1988 - Stephen Curry, amerikansk basketballspiller

### Dødsfald
- 1647 - Frederik Hendrik, nederlandsk konge (født 1584).
- 1674 - Erik Gabrielsson Emporagrius, svensk professor og biskop (født 1606)
- 1791 - Johann Salomo Semler, tysk teolog (født 1725).
- 1860 - Carl Ritter von Ghega, østrigsk ingeniør og bygmester (født 1802).
- 1883 - Karl Marx, tysk kommunistisk teoretiker (født 1818).
- 1932 - George Eastman, amerikansk fotopioner (født 1854).
- 1967 - Therkel Mathiassen, polarforsker (født 1892).
- 1975 - Susan Hayward, amerikansk skuespiller (født 1917).
- 1989 - Zita, østrigsk kejserinde (født 1892).
- 1997 - Fred Zinnemann, østrigsk-amerikansk filminsktruktør (født 1907).
- 1997 - Jytte Pilloni, dansk sanger, komponist og skuespiller (født 1951).
- 2016 - Peter Maxwell Davies, britisk komponist (født 1934).
- 2018 - Stephen Hawking, britisk fysiker (født 1942).
- 2020 - René Follet, belgisk tegneserieskaber og illustrator (født 1931).
- 2020 - Genesis P-Orridge, engelsk musiker og performancekunstner (født 1950).

## Reflist
1. ↑  Tucker, Spencer C. (2009). A Global Chronology of Conflict: From the Ancient World to the Modern Middle East [6 volumes]: From the Ancient World to the Modern Middle East (engelsk). ABC-CLIO. s. 1881. ISBN 978-1-85109-672-5. Hentet 17. maj 2020.
2. ↑  Feldman, Ruth Tenzer (2004). The Korean War (engelsk). Twenty-First Century Books. s. 84. ISBN 978-0-8225-4716-7. Hentet 22. maj 2020.

|  | Denne datoartikel kan blive bedre, hvis der indsættes et (bedre) billede Du kan hjælpe ved at afsøge Wikimedia Commons for et passende billede eller uploade et godt billede til Wikimedia Commons iht. de tilladte licenser og indsætte det i artiklen. |